# Lagos (Portugalia)
Lagos – gmina i miasto w południowej Portugalii, w regionie Algarve, podregionie Algarve, dystrykcie Faro. Siedzibą władz gminy Lagos jest miasto Lagos.

## Historia

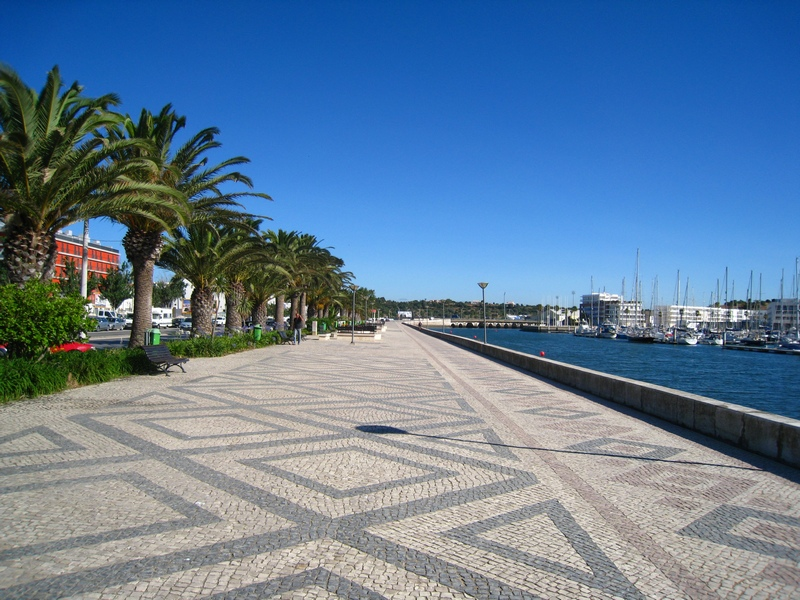
Deptak przy porcie w Lagos

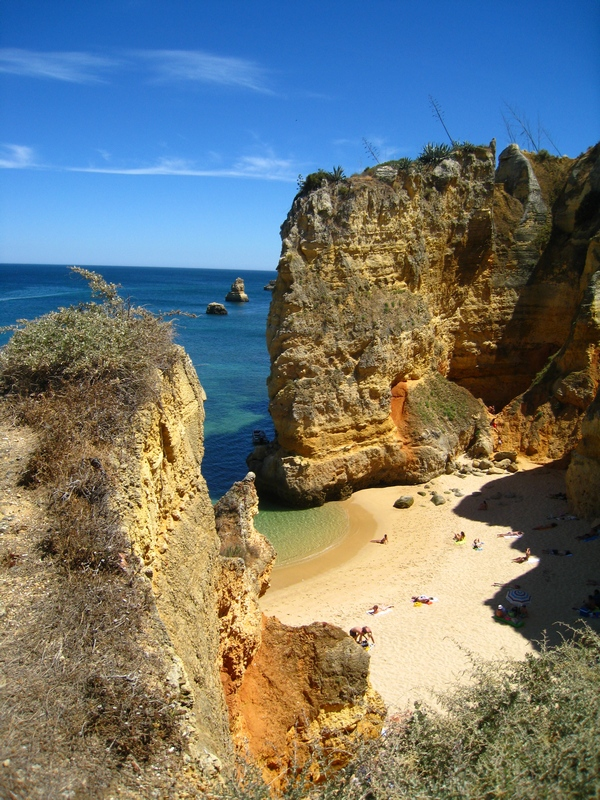
Jedna z plaż w Lagos

- założone w I tysiącleciu p.n.e. przez Celtów (pierwsza nazwa miasta Laccobriga tłumaczona jako połączenie dwu celtyckich słów – lacco – mokradła i briga – ufortyfikowane wzgórze) lub Kartagińczyków dowodzonych przez Bohodesa;
- 1. połowa I wieku p.n.e. − miasto oblegane przez rzymskiego generała Mettelusa;
- VI wiek – w państwie Wizygotów, później zajęte przez Bizancjum;
- VIII wiek – pod władzą Maurów, nazywa się Zawaia;
- X wiek – za panowania kalifa Kordoby Abd ar-Rahmana III zbudowane zostają mury miejskie;
- 1174 – lokalny zarządca wydaje zgodę na budowę kościoła św. Jana Chrzciciela poza murami miasta. Jest to najstarszy kościół w Algarve;
- 1248 – zdobycie miasta przez wojska chrześcijańskie króla Portugalii Alfonsa III;
- XVI wiek – nadanie praw miejskich;
- 1755 – zniszczenie miasta w wyniku trzęsienia ziemi i tsunami wywołanego tym trzęsieniem − miasto traci status stolicy regionu Algarve.

## Zabytki
- kościół Matki Boskiej (port. Igreja de Santa Maria) zbudowany w XVI wieku, odrestaurowany w XIX wieku. Wewnątrz najcenniejsze są XVIII-wieczne drewniane figury Świętych w tym patrona miasta – São Gonçalo;
- kościół św. Antoniego (port. Igreja de Santo António) z najciekawszym wnętrzem spośród kościołów w Lagos, bogato malowane sklepienie zostało odbudowane po zniszczeniu podczas trzęsienia ziemi w 1755 roku;
- Muzeum Miejskie (port. Museu Municipal) mieszczące się w budynku sąsiadującym z kościołem św. Antoniego. Eksponowane są tu zbiory archeologiczne (w tym rzymskie monety i mozaiki), etnograficzne i sztuki sakralnej.

## Demografia
| Liczba ludności gminy Lagos (1801–2011) | Liczba ludności gminy Lagos (1801–2011) | Liczba ludności gminy Lagos (1801–2011) | Liczba ludności gminy Lagos (1801–2011) | Liczba ludności gminy Lagos (1801–2011) | Liczba ludności gminy Lagos (1801–2011) | Liczba ludności gminy Lagos (1801–2011) | Liczba ludności gminy Lagos (1801–2011) | Liczba ludności gminy Lagos (1801–2011) | Liczba ludności gminy Lagos (1801–2011) |
| --------------------------------------- | --------------------------------------- | --------------------------------------- | --------------------------------------- | --------------------------------------- | --------------------------------------- | --------------------------------------- | --------------------------------------- | --------------------------------------- | --------------------------------------- |
| 1801                                    | 1849                                    | 1900                                    | 1930                                    | 1960                                    | 1981                                    | 1991                                    | 2001                                    | 2004                                    | 2011                                    |
| 9 789                                   | 11 012                                  | 13 937                                  | 16 210                                  | 17 060                                  | 19 700                                  | 21 526                                  | 25 398                                  | 27 041                                  | 31 048                                  |

## Sołectwa
Sołectwa gminy Lagos (ludność wg stanu na 2011 r.):
- Barão de São João – 895 osób
- Bensafrim – 1530 osób
- Luz – 3545 osób
- Odiáxere – 2984 osoby
- Santa Maria – 8045 osób
- São Sebastião – 14 049 osób

## Współpraca
- Torres Vedras, Portugalia
- Ribeira Grande, Portugalia
- Ribeira Grande de Santiago, Republika Zielonego Przylądka
- Palos de la Frontera, Hiszpania